# Parti vert de la Colombie-Britannique
Le Parti vert de la Colombie-Britannique (en anglais : Green Party of British Columbia) est un parti politique écologiste actif au niveau provincial en Colombie-Britannique (Canada). Son chef actuel est Andrew J. Weaver. Marginal pendant plusieurs années, le Parti vert est depuis 2001 le troisième parti en importance en Colombie-Britannique. Toutefois, ce n'est qu'en 2013 qu'il a réussi à faire élire un candidat à l'Assemblée législative.
Le parti reçoit des appuis de tous les côtés de l'échiquier politique[réf. nécessaire]. Pour certains, il s'agit d'un parti de droite, et pour d'autres un parti de gauche. Depuis que les sondeurs ont commencé à analyser les appuis des verts en 1997, le groupe démographique qui appuie le plus le Parti vert se situe dans la tranche des 18-34 ans, c'est-à-dire le groupe avec le plus bas taux de participation aux élections.
Lors de l'élection provinciale de mai 2013, le Parti vert remporte le premier siège de son histoire et fait son entrée dans une assemblée législative provinciale au Canada, grâce au climatologue Andrew J. Weaver (circonscription d'Oak-Bay-Gordon-Head). Le parti a obtenu trois sièges lors de l'élection générale du mardi 9 mai 2017, ce qui lui a permis de former le premier caucus vert en Amérique du Nord.

## Chefs du parti
- Adriane Carr (en) (1983–1985)
- Aucun (1985-1993)
- Stuart Parker (en) (1993–2000)
- Tom Hetherington (en) (2000) (interim)
- Adriane Carr (en) (2000–2006)
- Christopher Bennett (2007) (intérim)
- Jane Sterk (2007–2013)
- Adam Olsen (2013-2015) (intérim)
- Andrew J. Weaver (2015-2019)
- Adam Olsen (janvier-septembre 2020) (intérim)
- Sonia Furstenau (septembre 2020-présent)

## Résultats électoraux
| Année     | Chef             | Candidats | Sièges | Voix    | %     | Rang |
| --------- | ---------------- | --------- | ------ | ------- | ----- | ---- |
| 1983 (en) | Adriane Carr     | 4 / 57    | 0 / 57 | 3 078   | 0,19  | 7e   |
| 1986 (en) | Vacant           | 9 / 69    | 0 / 69 | 4 660   | 0,24  | 5e   |
| 1991      | Vacant           | 42 / 75   | 0 / 75 | 12 650  | 0,86  | 4e   |
| 1996      | Stuart Parker    | 71 / 75   | 0 / 75 | 31 511  | 1,99  | 5e   |
| 2001      | Adriane Carr     | 72 / 79   | 0 / 79 | 197 231 | 12,39 | 3e   |
| 2005      | Adriane Carr     | 79 / 79   | 0 / 79 | 161 842 | 9,17  | 3e   |
| 2009      | Jane Sterk       | 85 / 85   | 0 / 85 | 134 570 | 8,21  | 3e   |
| 2013      | Jane Sterk       | 61 / 85   | 1 / 85 | 146 607 | 8,13  | 3e   |
| 2017      | Andrew J. Weaver | 83 / 85   | 3 / 85 | 332 387 | 16,84 | 3e   |
| 2020      | Sonia Furstenau  | 73 / 85   | 2 / 85 | 284 326 | 15,08 | 3e   |
| 2024      | Sonia Furstenau  | 74 / 93   | 2 / 93 | 173 382 | 8,2   | 3e   |